# اشپنهاین
اشپنهاین (به آلمانی: Espenhain) یک منطقهٔ مسکونی در آلمان است که در روتا واقع شده‌است. اشپنهاین ۲٬۲۶۷ نفر جمعیت دارد.

## خواهرخوانده
شهر Wolfschlugen خواهرخواندهٔ اشپنهاین هست.